# Susan Dubois
Susan Dubois ist eine US-amerikanische Bratschistin und Musikpädagogin.
Dubois erwarb den Bachelor- und Mastergrad an der University of Southern California, wo sie Schülerin von Donald McInnes war. Als Assistentin von Karen Tuttle wurde sie an der Juilliard School zum Doctor of Musical Arts promoviert und gewann den William Schuman Prize. Sie unterrichtet an der University of North Texas und den Sommerfakultäten des Sound Encounters Festival und des Green Mountain Chamber Music Festival.
Sie war Erste Bratschistin im Dallas Opera Orchestra, debütierte als Recitalistin in der Carnegie Hall in New York und hatten dann Auftritte u. a. bei  der Lionel Tertis International Viola Competition in Großbritannien, in den USA, Südamerika, Australien, Italien, Portugal, Korea und Südafrika. Kammermusikpartner waren Lynn Harrell, David Soyer, David Finkel, Donald Weilerstein, Menahem Pressler, Atar Arad und andere.